# Пазарджык
Пазарджык (тур. Pazarcık, название, соответствующее турецко-русской транскрипции — Пазарджик) — город и район в провинции Кахраманмараш (Турция).

## История
Люди жили в этих местах с древнейших времён. Впоследствии город входил в состав разных государств; в XVI веке он попал в состав Османской империи.
Ночью 6 февраля 2023 года  явился эпицентром  сильного землетрясения.

## Известные уроженцы, жители
Матур, Беджан — турецкая поэтесса, журналистка, телеведущая, путешественница.